# 2016年のスポーツ
< 2016年
- 年度別スポーツ記事一覧

2016年のスポーツでは、2016年（平成28年）のスポーツ関連の出来事についてまとめる。
2016年前後：2015年のスポーツ - 2016年のスポーツ - 2017年のスポーツ

## できごと
下記のスポーツはそれぞれの個別記事を参照すること。
2016年の野球（プロ野球、MLB）、2016年のサッカー、2016年の相撲、2016年のバレーボール、2016年のバスケットボール、2016年の日本競馬、2016年の自転車競技（競輪）、2016年のNFL
ただし上記に含まれるスポーツのうち、世界的な影響があった事件、一般社会に対しても長期的かつ大きな影響を及ぼした事件や快挙、複数のスポーツに跨る事態等については本項に重複記載する。

### 1月
- 1日
  - 【陸上競技】 第60回全日本実業団対抗駅伝競走大会（ニューイヤー駅伝）のレース中、コースの中に犬が侵入しコニカミノルタの選手がこれにつまずき転倒するアクシデントが発生[1]。その後2月22日に群馬県警高崎署は飼い主である高崎市内に住む70歳の男性を高崎市動物愛護条例違反の疑いで書類送検した[2]。
- 2日・3日 - 【陸上競技】 第92回箱根駅伝で、青山学院大学が第53回の日本体育大学以来39年ぶりとなる往復完全優勝を達成[3]。
- 5日 - 【アメリカンフットボール】 1月3日に行われた第69回ライスボウル『パナソニックVS立命館大学』戦の第4クオーターの終了7秒前に、パナソニック側の反則を見逃した誤審があったとして日本アメリカンフットボール協会はこの事実を公表すると同時に謝罪した。ただし試合結果及び記録に変更はない[4]。
- 6日 - 【ゴルフ】 日本ゴルフツアー選手会の理事会で、新会長に宮里優作を選出[5]。
- 12日 - 【柔道】 2012年ロンドン五輪男子90キロ級銅メダリストの西山将士が現役を引退することを所属先の新日鉄住金が発表した[6]。
- 14日 - 【その他】 第50回テレビ朝日ビッグスポーツ賞が発表され、体操の男子日本代表、水泳の瀬戸大也、競歩の鈴木雄介が受賞した[7]。
- 18日 - 【ラグビー】 元日本代表で現在は豊田自動織機シャトルズ所属の大西将太郎が自身の写真共有サイトで、1月23日に行われる対サントリーサンゴリアス戦で現役を引退すると表明[8]。その後、母校である同志社大学ラグビー部のコーチに就任したことが4月24日に明らかになった[9]。
- 21日 - 【ラグビー】 日本代表の新ヘッドコーチに、現在スーパーラグビー・ハイランダーズ監督を務めるジェイミー・ジョセフが就任。スーパーラグビーのシーズンが終了次第指揮を執る予定[10]。
- 24日
  - 【陸上競技】 北九州市で開催予定だった『選抜女子駅伝北九州大会』は悪天候（暴風雪）の影響により「選手らの安全確保ができない」として大会史上初の中止に。代替開催も実施しない[11]。
- 31日
  - 【陸上競技】 リオ五輪代表選手選考会を兼ねた大阪国際女子マラソンで、福士加代子（ワコール）が2時間22分17秒で優勝。日本陸上競技連盟（以下日本陸連と表記）が定める派遣設定記録（2時間22分30秒）を上回り、代表をほぼ確実にした[12]。しかし「代表内定がもらえなかった」として3月13日に行われる名古屋ウィメンズマラソンにも参戦することを所属先の監督である永山忠幸が2月2日に表明[13]。その後、2月21日に日本陸連強化委員長の麻場一徳が名古屋への出場を控えるように福士サイドと協議する意向であることを明らかにし[14]、2月25日に一般参加で参戦することが一旦発表されたものの[15]、3月1日に福士側が「総合的に判断して」同大会の欠場を表明した[16]。
  - 【スキージャンプ】 ノルディックスキー・ジャンプ男子の葛西紀明がワールドカップジャンプにおける個人通算488試合出場と世界選手権ジャンプ男子の通算12大会出場の2つの記録がギネス世界記録に認定された。葛西はギネス記録を既に3つ[注釈 1] 持っており、今回を含め通算5つ目となる[17]。

### 2月
- 2日 - 【その他】 1964年に竣工され老朽化が目立っている東京都渋谷区の岸記念体育会館について、日本体育協会は新宿区に建設される国立競技場周辺に新築移転する計画を発表[18]。
- 4日
  - 【ゴルフ】 プロゴルファーの青木功が、日本ゴルフツアー機構（JGTO）の次期会長を要請されていることが明らかに。当初会長就任には慎重姿勢を見せていたが[19]、その後就任する方向で調整が進められ、その結果3月4日に行われた社員総会及び理事会で正式に新会長に就任した[20]。なおこれに際し、現会長の海老沢勝二が3月の任期満了をもって退任することを2月22日に東京都内で行われた理事会で表明した[21]。
  - 【自動車】 SUPER GTなどで活躍したレーシングドライバーの脇阪寿一が現役引退。今後は「チームルマン」の監督として活動する[22]。
- 7日 - 【ゴルフ】 米国PGAツアー『フェニックス・オープン』で松山英樹がプレーオフの末約2年ぶりのツアー2勝目を飾る。日本人選手がPGAツアーで複数優勝を記録したのは丸山茂樹に次いで史上2人目[23]。
- 14日
  - 【テニス】 メンフィス・オープンの男子シングルス決勝で、錦織圭がテーラー・フリッツ（アメリカ）にセットカウント2-0で勝利し、大会史上初となる4連覇を達成[24]。
- 19日 - 【スキージャンプ】 女子ワールドカップジャンプで、高梨沙羅が今季12勝目を記録し、2年ぶり3度目の総合優勝を飾る。日本人選手が総合優勝を3度記録したのは複合の荻原健司に次ぎ史上2人目[25]。
- 21日 - 【ゴルフ】 LPGAツアー『ISPSハンダ・オーストラリアン女子オープン』で野村敏京が通算16アンダーでツアー初優勝。日本人選手のLPGAツアー制覇は史上9人目となる[26]。
- 20日・21日 - 【フィギュアスケート】 2016年四大陸フィギュアスケート選手権で、女子は宮原知子が自己ベストを大きく更新する合計214.91点で初優勝[27]。また本郷理華が3位、村上佳菜子が7位入賞を果たした。一方男子はパトリック・チャン（ カナダ）が優勝。日本勢は宇野昌磨の4位が最高だった[28]。
- 22日 - 【競艇】 服部幸男（登録番号3422）が通算100人目となる2000勝を達成[29]。
- 24日
  - 【バドミントン】 毎年4月に大阪府で開催されている『大阪国際チャレンジ』が日本バドミントン協会の事務担当者の手続きミスにより2016年大会が開催できないことが明らかに。専務理事を務める銭谷欽治は今回の件について謝罪すると同時に2017年大会からの再開を約束した[30]。
  - 【ラグビー】 昨年のW杯イングランド大会の日本代表で、主将を務めた経験もある廣瀬俊朗が現役引退することを所属先の東芝ブレイブルーパスが発表[31]。さらに総監督を務めていた薫田真広の退任も同時に発表した[32]。
- 25日 - 【陸上競技】 関東学生陸上競技連盟はこの日行った代表委員総会で、2017年の第93回箱根駅伝から4区（平塚→小田原）を2.4km延長して20.9kmに、また山上り区間の5区（小田原→箱根・芦ノ湖）を逆に2.4km短縮して20.8kmにすることを正式決定。選手への負担軽減などが理由で、これにより第92回以前の4区及び5区の区間記録、及び往路記録と総合記録は参考扱いとなる[33]。
- 26日
  - 【サッカー】 FIFAの新会長選出選挙で、2回目の投票により現在欧州サッカー連盟事務局長を務めるジャンニ・インファンティーノが新会長に就任することが決定した[34]。
  - 【スノーボード】  ノルウェー・オスロで行われた冬季Xゲームの男子スーパーパイプ決勝で平野歩夢が[35]、また翌27日に行われた男子ビッグエア決勝では角野友基がそれぞれ初優勝を飾った[36]。
- 27日 - 【ラグビー】 スーパーラグビーが開幕し、今シーズンより参戦した日本のサンウルブズは 南アフリカ共和国のライオンズと対戦したが13-26で敗戦した[37]。
- 28日 - 【陸上競技】 東京マラソン2016で、19歳の下田裕太（青学大2年）が2時間11分34秒の10位に入り、10歳代男子選手のマラソン日本最高記録を更新した[38]。

### 3月
- 1日 - 【陸上競技】 インターネット大手のGMOインターネットが4月1日付で男子長距離チームを創設すると発表。埼玉県東松山市を本拠に、監督には現在上武大学駅伝部監督を務める花田勝彦が就任。また青山学院大学陸上競技部監督の原晋がアドバイザーとしてチームに参加する[39]。
- 6日 - 【卓球】 第53回世界卓球選手権団体戦で45年ぶりに男女アベック決勝進出を果たした 日本は、いずれも 中国に0-3でストレート負けし銀メダルに終わったが、男子は39年ぶりの銀メダル獲得となった[40][41]。
- 7日
  - 【ゴルフ】 日本プロゴルフ協会（JPGA）の総会及び理事会で、現会長の倉本昌弘が再選された[42]。
  - 【テニス】 テニスプレーヤーのマリア・シャラポワが緊急記者会見を行い、本年1月から禁止薬物に指定された「メルドニウム」を長期にわたって服用し、1月に行われた全豪オープンで陽性反応が出たことを明らかにするとともに、国際テニス連盟から暫定的な資格停止処分を3月12日から受けることを表明した。なお一部報道で流れた引退説は否定した[43]。
- 8日 - 【プロ野球】 読売ジャイアンツの高木京介が野球賭博問題に関与していたことが発覚[44]。巨人は高木を当面の間謹慎処分、野球協約違反として日本野球機構（NPB）ならびにNPBコミッショナーの熊﨑勝彦にも告訴することを表明[45]。球団オーナーの白石興二郎、球団会長の桃井恒和、最高顧問の渡邉恒雄も引責辞任[46]。翌9日に後任が発表され、老川祥一が球団オーナーに、社外取締役として松田昇がオーナー代行に就任[47]。読売グループ以外からの登用は初。高木は22日付で1年間の失格処分となり事実上の解雇となる契約解除。球団には500万円の制裁金[48][49]。

- 9日
  - 【陸上競技】 2013年及び2015年世界陸上男子マラソン代表の藤原正和が現役を引退、所属先の本田技研工業を3月一杯で退社すると同時に4月からは母校・中央大学駅伝部の監督に就任することを発表した[50]。
- 11日
  - 【スキージャンプ】 2014年ソチ五輪代表の渡瀬雄太が現役引退を表明。今後は現所属先の雪印メグミルクの社員として社業に専念する[51]。
- 14日
  - 【プロ野球】 読売ジャイアンツで2012年から自チームの勝敗に絡んで1軍選手の多数が現金のやりとりをしていたことが判明[52]。試合前の円陣で「声出し」と呼ばれる発声を担当した選手が、試合に勝てば1人あたり5000円の「ご祝儀」を受け取り、負ければ全員に1000円ずつ払うルール[53]。翌日から22日にかけ、同様にチーム内での金銭のやりとりが、阪神タイガース[54]・埼玉西武ライオンズ[55]、福岡ソフトバンクホークス[56]、広島東洋カープ・千葉ロッテマリーンズ・東北楽天ゴールデンイーグルスで発覚[57] したほか、横浜DeNAベイスターズ、東京ヤクルトスワローズでも高校野球を使った賭け行為など不適切な金銭問題があったと公表された[58][59]。

  - 【卓球】 2012年ロンドン五輪女子団体銀メダリストの平野早矢香が4月9日に佐賀県で行われるビッグトーナメント佐賀大会を最後に現役引退することを所属先のミキハウスが発表[60][61]。なお、平野は4月12日に大阪府八尾市のミキハウス本社にて正式に現役引退記者会見を執り行った[62]。
- 15日
  - 【フィギュアスケート】 日本スケート連盟は、2010年バンクーバー五輪代表で2011年世界選手権銀メダリストの小塚崇彦が3月一杯で現役を引退すると発表。今後は現所属先であるトヨタ自動車の社員として活動する[63]。
- 16日
  - 【ボクシング】 世界ボクシング評議会（WBC）は世界王者や世界ランカー上位者がリオ五輪に出場した場合は即時追放処分にすると発表。五輪のプロ出場解禁に意欲を見せる国際ボクシング連盟（ABA）を牽制する狙いがあるものと見られる[64]。
  - 【体操】 2004年アテネ五輪男子団体金メダリストの塚原直也が現役引退を表明した。4月からは所属先の朝日生命体操クラブの総監督に就任する[65]。
- 17日
  - 【陸上競技】 日本陸連は理事会を開きリオ五輪に派遣する男女マラソン代表を発表した。男子は2015年福岡国際3位の佐々木悟（旭化成）、2016年びわ湖2位の北島寿典（安川電機）と同4位の石川末廣（ホンダ）の3名[66]。石川は1996年アトランタ五輪での谷口浩美[注釈 2] を上回る36歳329日の日本マラソン史上最年長代表選手となった[67]。一方女子は2015年世界陸上で7位に入賞し内定済みの伊藤舞（大塚製薬）に加え、2016年大阪国際で陸連派遣設定記録を突破し優勝した福士加代子（ワコール）と2016年名古屋で2位に入った田中智美（第一生命）の2名を選出した[66]。→1月31日の出来事も参照
  - 【自転車】 日本自転車競技連盟は、リオ五輪に派遣する男子ロード種目の代表選手として新城幸也と内間康平の2名を選出した[68]。
  - 【スキージャンプ】  スロベニアで行われたフライングヒルで、葛西紀明がW杯史上初となる通算500試合出場を達成。しかし結果は6位入賞に終わり記念すべき試合を表彰台で飾ることはできなかった[69]。→1月31日の出来事も参照
- 18日
  - 【レスリング】 リオ五輪アジア予選が カザフスタンで開幕。日本勢はグレコ59キロ級の太田忍・フリー74キロ級の高谷惣亮・フリー57キロ級の樋口黎の3人が決勝に進出、3階級で五輪出場枠を獲得[70]。
  - 【ゴルフ】 2007年に史上最年少で世界ゴルフ殿堂入りした朴セリ（ 韓国）が今シーズン限りでの引退を発表。引退の理由として「近年は故障に悩まされ思った通りのゴルフができなくなった」と説明した[71]。
- 19日
  - 【フィギュアスケート】 2016年世界ジュニアフィギュアスケート選手権において、日本の本田真凜が優勝。日本の女子選手として同大会の優勝は、2010年の村上佳菜子以来6年ぶりとなる[72]。
  - 【ゴルフ】 女子プロゴルフ『Tポイントレディス』2日目で、キム・ハヌル（ 韓国）が5番（パー4）で第2打が直接カップインするイーグル、また17番（パー3）でホールインワンを達成する快挙を見せた[73]。
- 20日
  - 【ハンドボール】 リオ五輪女子最終予選の最終戦が行われ、日本はフランスと対戦。17-25で敗戦し、リオ五輪の出場権を逃した。1976年のモントリオール五輪以来となる40年ぶりの五輪出場はならなかった[74]。
- 23日 - 【柔道】 2012年ロンドン五輪男子60kg級銀メダリストの平岡拓晃が現役引退を表明。今後は母校である筑波大学大学院に進学する[75]。
- 24日 - 【陸上競技】 3月6日に千葉県富津市で開催されたマラソン大会のハーフマラソンの部で、折り返し地点の設定を誤ったために距離が740メートル短く、記録が非公認になったことが明らかに。参加者からの指摘で判明したもので、主催者は「（参加者などに）大変多大な迷惑をおかけした」と謝罪した。コースは日本陸連の認定コースだった[76]。
- 27日 - 【カーリング】 2016年世界女子カーリング選手権大会のプレーオフ準決勝で、予選を2位で通過した日本のロコ・ソラーレは予選3位のロシアと対戦し、延長の末7-5で勝利した。翌日の決勝では大会連覇中のスイスに敗れたものの[77]、五輪・世界選手権合わせて日本史上初の表彰台となる銀メダルを獲得した[78] 。
- 29日
  - 【陸上競技】 東京マラソン財団はこの日行った理事会で、東京マラソンのゴール地点を2017年大会からこれまでの江東区にある東京ビッグサイトから千代田区の東京駅前に変更することを決定した。なおスタート地点の東京都庁前は従来通りとなる[79]。

### 4月
- 1日・2日 - 【フィギュアスケート】 2016年世界フィギュアスケート選手権が アメリカ合衆国のボストンで行われ、男子はショートプログラム首位だった羽生結弦は、2位のハビエル・フェルナンデス（ スペイン）にフリーで逆転を許し、優勝を逃す。宇野昌磨は7位に終わる[80]。一方女子は、宮原知子の5位が最高、浅田真央が7位、本郷理華は8位だった[81]。なお、女子の日本勢が世界選手権で3位以内に入らないのは2005年以来11大会ぶり。
- 4日 - 【ゴルフ】 マスターズ・トーナメントの主催者などは、リオ五輪の男女金メダリストに特典として2017年のメジャー全大会の出場権を付与すると発表[82]。
- 5日 - 【ボクシング】 日本プロボクシング協会の理事会で、新会長に東日本ボクシング協会会長の渡辺均を選出[83]。
- 7日 - 【バドミントン】 NTT東日本所属の桃田賢斗、田児賢一の2人が、昨年警視庁に摘発された東京都内の違法カジノ店でバカラ賭博をしていたことが明らかに。2人はチームの聞き取りに対して事実を認め、日本バドミントン協会は2人をリオ五輪に推薦しないことを表明[84]。さらに4月10日に行われた緊急理事会で桃田を無期限出場停止、田児を無期限の登録抹消処分とすることを決定[85]。さらにNTT東日本は田児を解雇、桃田を出勤停止30日、バドミントン部を半年間の活動停止処分にした[86]。
- 8日 - 【競泳】 2004年アテネ・2008年北京五輪で二大会連続100メートル・200メートルで二冠を達成した北島康介がこの日行われた第92回日本選手権（競泳競技）でリオ五輪出場が絶望になったことから現役引退を表明[87]。その後4月10日に東京都内で記者会見を行い正式に引退を発表した[88]。
- 11日
  - 【競泳】 日本水泳連盟（JASF）は、リオデジャネイロオリンピック代表選考会として4月4日から10日まで開催した第92回日本選手権（競泳競技）の結果を受けて、萩野公介（男子個人メドレー、東洋大学）・瀬戸大也（男子個人メドレー、早稲田大学）などを始めとするオリンピック日本代表選手34名を決定して記者発表を行った[89]。
  - 【陸上競技】 国際陸上競技連盟（IAAF）は、50 km競歩競技に女子選手の参加を認める競技公式規則の改定を発表。この規則改定は5月7日・8日にローマ（ イタリア）で開催を予定している世界チーム競歩選手権大会から適用されることになり、同大会の50km競歩レースから女子選手の参加が認められることになった[90][91]。なお、ローマ大会の50km競歩は男女混合戦で行われ、このレースに参加した女子選手の記録は男子同様に公認されることとなる[90][91]。
- 15日 - 【ゴルフ】 4月15日から17日まで熊本空港カントリークラブにて開催される予定だったJLPGAツアー「KKT杯バンテリンレディスオープン」は、4月14日夜に発生した熊本地震の影響により、主催者側が15日の競技中止を決定[92]。さらに15日午前には、主催のくまもと県民テレビ（KKT）、特別協賛である興和、女子プロゴルフ協会が大会の開催について協議し、余震が続くことが予想されることや選手の心情などを考慮して大会自体の中止を決定した[93]。
- 16日 - 【陸上競技】 2004年アテネ五輪女子マラソン金メダリストで、日本最高記録（2時間19分12秒）の保持者でもある野口みずきが神戸市内で現役引退を発表。近年は故障の影響もあって低迷していた。今後については未定だが[94]、7月4日に故郷である三重県伊勢市内で一般男性と挙式を行った[95]。
- 19日 - 【バドミントン】 桃田賢斗・田児賢一らNTT東日本の所属選手8人が賭博をしていた問題で、日本バドミントン協会は調査を行った結果、違法カジノ店に出入りしたとして、新たに西本拳太（中央大学）を代表メンバーから外し、厳重注意処分を科したことを発表。また、所属先の中央大も西本に対する厳重注意の処分を行い、1カ月の活動停止処分を科す[96]。なお、西本はこれにより、リオ五輪への出場は事実上不可能となった。
- 21日
  - 【自転車競技】 日本自転車競技連盟（JCF）と公式スポンサー契約を結ぶ梅丹本舗の栄養補助食品（2種類）から、世界反ドーピング機関（以下WADAと記載）が禁止物質に指定している「アンドロステンジオン」（たんぱく同化ステロイド）が検出されたことが明らかに[97]。その後梅丹本舗は6月6日、含有されていたのは「ボルジオン」であることが確定したと発表した。またJCFは梅丹本舗についてスポンサー契約を打ち切る方針はないことを明らかにした[98]。
  - 【その他】 WADAは北京にあるドーピング検査所を「国際基準を満たしていない」として最大4か月の資格停止処分にしたことを明らかにした[99]。
- 23日 - 【ラグビー】 スーパーラグビー第9節で、今季より参戦している日本のサンウルブズがハグアレス（アルゼンチン）を36-28で下し、8戦目にしてようやく初勝利を挙げた[100]。→2月27日の出来事も参照
- 25日 - 【東京五輪】 2020年東京オリンピック・パラリンピック組織委員会は、大会公式エンブレムを決定するエンブレム委員会を開き、デザイナーの野老朝雄（ところ・あさお）が考案した『組市松紋』を公式エンブレムとして選定し、当日の組織委員会理事会の承認を経た上で正式発表を行った[101]。
- 27日
  - 【プロボクシング】 東京・大田区総合体育館にて世界ボクシング協会（WBA）認定の三大世界選手権試合が開催され、ライトフライ級選手権試合では王者：田口良一（ワタナベ）が挑戦者で同級7位：ファン・ランダエタ（ ベネズエラ）に第11ラウンド終了時TKO勝ちを収めて3度目の王座防衛に成功[102]、スーパーフライ級選手権試合では王者：河野公平（ワタナベ）が挑戦者で同級7位：インタノン・シッチャムアン（ タイ）に3-0の大差判定勝ちで3度目の王座防衛に成功したが[103]、メインのスーパーフェザー級選手権試合では、スーパー王者：内山高志（ワタナベ）が同級暫定王者：ジェスレル・コラレス（ パナマ）を相手に第2ラウンドで三度のダウンを喫して2分59秒ノックアウトで敗れ、正規王座・スーパー王座を併せた通算12度目の防衛に失敗して王座から陥落した[104]。
  - 【スノーボード】 全日本スキー連盟の強化指定選手となっているスノーボードの未成年の選手2人が昨年12月に米国に遠征した際、当地では21歳以上に対して合法化されている大麻を吸引していたことが発覚。1人は認めたが、1人は聞き取りに対して吸引を否認。しかし毛髪鑑定で大麻使用の痕跡が認められた。これを受け連盟は2人に対し無期限の会員登録と競技者登録の停止などの処分を決定した[105]。またこの責任を取って連盟スノーボード部長の萩原文和が辞任、2選手の担当コーチ2人も解任された[106]。これに際し連盟からスポーツ庁への報告が遅れたことについて長官の鈴木大地は不快感をあらわにした[107]。
- 28日
  - 【ゴルフ】 男子プロゴルフ『第57回中日クラウンズ』初日で、青木功が73歳7か月28日で出場。これまで宮本留吉が記録した73歳21日を上回るツアー最年長出場記録を更新したが、前半9ホールを消化した時点で右足痛により棄権した[108]。→2月4日の出来事も参照
  - 【ボクシング】 昨年11月に行われたWBC世界スーパーフェザー級タイトルマッチで三浦隆司を破り王者となったフランシスコ・バルガス（ メキシコ）が、禁止薬物である「クレンブテロール」（筋肉増強剤）の陽性反応を示していたことが明らかに。バルガスは「食べた肉に（クレンブテロールが）含まれていた」と主張しているが、王者剥奪の可能性がある[109]。

### 5月
- 1日 - 【ゴルフ】 女子プロゴルフ『サイバーエージェントレディス』最終日で、38歳の福嶋浩子がプレーオフの末JLPGAツアー初優勝。浩子の姉・晃子は既にJLPGAツアーで24勝を挙げており、ツアー史上初となる「姉妹優勝」を果たした[110]。
- 4日・5日 - 【体操】 リオ五輪の代表選考を兼ねたNHK杯で、4日に行われた女子は12年ロンドン五輪代表の寺本明日香が優勝。また2位に村上茉愛、3位に杉原愛子が入り、3人はリオ五輪の代表候補に決定[111]。また、翌5日に行われた男子は内村航平が大会8連覇を達成。2位に加藤凌平、3位に田中佑典が入った。なお優勝した内村はすでにリオ五輪の代表に内定しているため、2位の加藤がリオ五輪代表に決定した[112]。
- 5日
  - 【ラクロス】 日本ラクロス協会の専務理事を務めていた男が、協会の運営費1000万円余りを横領し今年4月に懲戒解雇されていたことが明らかに。男は既に協会に返金しており、協会も刑事告訴はしない方針だが、この責任を取って理事長を務めていた木村博も辞任した[113]。
  - 【卓球】 国際卓球連盟が5日に発表した最新の世界ランキングにより、シングルスで男子の水谷隼と丹羽孝希、女子の福原愛と石川佳純がリオ五輪への出場権を獲得。また団体戦のメンバーとして男子の吉村真晴と女子の伊藤美誠が出場することになった[114]。
- 9日 - 【バドミントン】 日本バドミントン協会は、リオデジャネイロオリンピックの日本代表となった男女9選手を発表[115]。
- 14日 - 【ゴルフ】 女子プロゴルフ『ほけんの窓口レディース』2日目で、今季からツアーに参戦している沖せいらが、11番ホール（パー5）でイーグル、16番ホール（パー3）でホールインワンを記録するなど後半9ホールで7パットのツアー最少記録を更新[116]。
- 15日
  - 【自動車】 F1スペイングランプリで、マックス・フェルスタッペン（ オランダ、レッドブル）がF1初制覇。2008年のイタリアグランプリでのセバスチャン・ベッテルの当時21歳74日を大幅に更新する18歳228日での史上最年少優勝となった[117]。
- 17日 - 【馬術】 五輪史上最年長となる75歳でリオ五輪出場を目指していた法華津寛が、日本馬術連盟が定める日本代表選考会の参加条件を満たせず、五輪に出場できなくなったことが明らかに[118]。
- 22日
  - 【ゴルフ】 男子プロゴルフ『第82回関西オープン』最終日で、趙炳旻（チョ・ビョンミン、 韓国）が通算6アンダーで日本ツアー初制覇を飾ると同時に[119]、2007年の石川遼以来、ツアー制度施行後史上4人目となるツアーデビュー戦で初優勝を飾る快挙を達成した[120]。
- 24日
  - 【競艇】 芦屋ボート第1レースで、2連単の配当が史上1位の高額配当となる57万9900円を記録。これまでの最高は1958年3月6日に三国ボートで記録された37万5450円だった[121]。
  - 【マラソン】  カンボジア国籍を持つお笑いタレント・猫ひろしがリオ五輪の男子マラソンのカンボジア代表に内定したことが明らかに[122]。その後、6月3日に同国のオリンピック委員会が正式に代表に選出したことを発表した[123]。
- 29日 - 【ゴルフ】 女子プロゴルフ『リゾートトラストレディス』最終日は競技の途中で強風の影響により中断の後に中止が決定。36ホール終了時点での成績で最終順位を決定したため、最終日の前半9ホールで大きくスコアを落とし、31位タイまで順位を下げていた表純子が優勝となる珍事になった[124]。

### 6月
- 1日 - 【五輪・馬術】 馬術の杉谷泰造が6大会連続出場を決め、夏季五輪では日本選手最多記録となった[125]。
- 3日 - 5日 - 【ゴルフ】 女子プロゴルフ『ヨネックスレディス』で、米国在住の小学生・アレクサ・パノが主催者推薦で出場。2001年に『ゴルフ5レディス』に出場した金田久美子の当時11歳347日を59日更新する11歳288日の日本女子ツアー史上最年少出場記録を更新した[126][127]。しかし初日・2日目ともにスコアを大きく崩し、通算16オーバーで予選落ちした[128]。またこの大会ではイ・ボミ（韓国）が4位タイに入り、日本女子ツアー新記録となる開幕戦から9戦連続でベスト10フィニッシュを果たした[129]。
- 6日
  - 【テニス】男女テニスの最新の世界ランキングが発表され、男子では錦織圭が6位、女子では土居美咲が48位にそれぞれランクイン。国際テニス連盟では、このランキングを基に男女それぞれ上位56人にリオ五輪におけるテニス競技シングルスの出場権を与えるとしているため、錦織と土居のリオ五輪出場権獲得が確実になった[130]。
- 8日 - 【テニス】 国際テニス連盟は2016年全豪オープンテニスでのドーピング検査で違反薬物（「メルドニウム」）への陽性反応を示して暫定的にテニス活動を停止していたマリア・シャラポワ（ ロシア）について、「2016年1月26日に遡って『2年間の選手資格停止処分』を科した」ことを発表[131][132]。この処分決定によりシャラポワは全豪オープン女子シングルスでの成績と2016年WTAツアーランキングポイントが無効となり、また2016年WTAツアーでの出場大会にて獲得していた賞金返還を請求される。またリオ五輪テニス競技にロシア代表として出場する資格も喪失した[132]。一方シャラポワは「2年間の資格停止は重すぎる」としてスポーツ仲裁裁判所（CAS）に提訴する意思を示していた[132][133] が、CASは6月14日、正式にシャラポワから提訴を受けたことを明らかにした[134]。→3月7日の出来事も参照
- 9日 - 【ボクシング】 日本ボクシングコミッション（JBC）の元事務局長を務めていた男性が、「業務上の不手際を理由に懲戒解雇されたのは無効」と訴えていた裁判で、最高裁判所は男性側の訴えを認めた一審・二審判決を支持し、JBC側の全面敗訴が確定した[135]。
- 11日 - 【柔道】 2010年世界選手権73kg級金メダリストの秋本啓之が遠征先の宮崎市で現役引退を表明。今後は所属先である了徳寺学園のコーチとして後進の指導に当たる[136]。
- 15日 - 【野球】（現地時間）米メジャーリーグ・マイアミ・マーリンズのイチローは、この日行われた対サンディエゴ・パドレス戦で2安打を放ち、日米通算の安打数を4257本（日本1278本、米国2979本）とし、ピート・ローズ（元シンシナティ・レッズ）のメジャーリーグ通算最多安打数・4256安打を更新[137]。
- 17日
  - 【ラグビーフットボール】 日本ラグビーフットボール協会は、明仁天皇並びに美智子皇后が6月25日に味の素スタジアムで開催される予定のリポビタンDチャレンジカップ2016・ラグビー日本代表 対 ラグビースコットランド代表戦を観戦することを発表[138]。日本国内で開催されるラグビーフットボール国際試合としては初の天覧試合となる[138][注釈 3]。
  - 【陸上競技】 国際陸上競技連盟（IAAF）は、 オーストリア・ウィーンで開催された理事会において、2015年11月に組織的ドーピング問題で活動資格停止処分を科したロシア陸上競技連盟（ロシア語版）について、『反ドーピング態勢の改善が不十分である』として処分を解除しないことを決定[139][140]。これによりロシア陸上競技選手団はリオデジャネイロオリンピック陸上競技の全種目に出場出来ないことが確定した[140]。一方IAAFの決定に対して、ロシア女子棒高跳の第一人者であるエレーナ・イシンバエワは『（IAAFの決定は）人権侵害である』として提訴する意思を表明している[140]。
- 19日 - 【ゴルフ】 女子プロゴルフ『ニチレイレディス』で、申智愛（ 韓国）がローラ・デービース、アニカ・ソレンスタム[注釈 4] に続いて史上3人目となる同一トーナメント三連覇を果たした[141]。
- 24日 - 【陸上競技】 ハンマー投2004年アテネ五輪金メダリストの室伏広治が第100回日本陸上選手権開催中の名古屋市で「体力の限界」を理由に現役引退を表明[142]。その後室伏は9月30日付で所属先であるミズノを退社した[143]。
- 25日
  - 【ゴルフ】 米国PGAツアーは7月7日から4日間、ウェストバージニア州で開催予定だったグリーンブライアー・クラシックを同州で発生した洪水の影響で大会コースも被害を受けたため中止すると発表した[144]。
- 26日
  - 【陸上競技】 女子短距離の第一人者・福島千里が、第100回日本陸上選手権の女子200m決勝で自らが2010年にマークした22秒89を6年ぶりに更新する22秒88の日本新記録を樹立して優勝し、同種目では新井初佳（現姓・小島）に並ぶ大会タイとなる6連覇を果たすと同時にリオ五輪出場も内定させた[145]。
- 27日
  - 【ゴルフ】 日本ゴルフツアー機構（JGTO）は、プロゴルファーの松山英樹に課していた年間5試合の出場義務規定違反による5年間のシード権剥奪を取り消すと発表。松山は2013年に賞金王になったが、現行のルールが制定されたのは翌2014年3月であり、後付けで追加されたルールを松山に課すのは不適切と判断したもの。また松山が支払っていた制裁金も返還される[146]。さらに会長の青木功はルール自体を撤廃する方針であることを明らかにした[147] が、松山は改めて現状でのツアーメンバー登録を行わないことを表明した[148]。
- 30日 - 【ラグビー】 日本代表経験のある トンガ出身の元選手が、「現役引退に追い込まれたのは手術ミスが原因」として福岡市内の病院を相手に1億3000万円余りの損害賠償を求める訴訟をさいたま地裁に起こし、この日行われた第1回口頭弁論で病院側は請求棄却を求め争う姿勢を示した[149]。

### 7月
- 1日
  - 【総合】 日本オリンピック委員会（JOC）は、第31回夏季オリンピックリオデジャネイロ大会日本選手団の主将に吉田沙保里（女子レスリング）、結団式及び開会式の旗手に右代啓祐（陸上競技：十種競技）を起用したことを発表した[150]。日本の女子選手が夏季オリンピック日本選手団の主将を務めるのは史上初[150][注釈 5]。
- 4日 - 【ゴルフ】 リオ五輪のゴルフ日本代表の筆頭候補であった松山英樹が、当地で流行するジカ熱に関連し、自身が虫さされによるアレルギー反応を持病に持つことなどを理由にリオ五輪出場を辞退することを表明した[151]。
- 8日 - 【アイスホッケー】 日本アイスホッケー連盟は2018年平昌オリンピックを目指す日本女子代表の新監督に、男子アジアリーグ：王子イーグルス元監督で、1998年長野オリンピックにアイスホッケー日本代表として出場した山中武司が就任したことを発表した[152]。
- 11日 - 【ゴルフ】 この日発表された最新のゴルフ世界ランキングにより、日本のリオ五輪代表として女子は22位の野村敏京と43位の大山志保が[153]、また松山英樹を始め辞退者が相次いだ男子は93位の池田勇太と107位の片山晋呉がそれぞれ出場権を手にした[154]。→7月4日の出来事も参照
- 19日 - 【ゴルフ】 プロゴルファーのタイガー・ウッズ（ アメリカ合衆国）がここ数年の腰痛の影響により2016年はツアーに復帰しないことを代理人を通じて表明[155]。その後11月1日になり、12月に開催される自身がホストを務める大会（ツアー対象外競技）で実戦復帰することを表明した[156]。
- 24日 - 【ゴルフ】 男子プロゴルフ『ダンロップ・スリクソン福島オープン』最終日で、時松隆光[注釈 6]が通算25アンダーの大会新記録で男子ツアー初優勝。時松は6月30日から2日間行われたチャレンジトーナメント『ジャパンクリエイトチャレンジ』[158] 優勝の資格で同大会に出場し、そのままレギュラーツアーを制した初めてのケースとなった[159][160]。

### 8月
- 4日 - 【総合】 2020年の東京オリンピックの追加種目について、IOC（国際オリンピック委員会）は、野球・ソフトボール、空手、スケートボード、スポーツクライミング、サーフィンの5競技18種目を正式に決定[161]。なお、野球・ソフトボールは2008年の北京大会以来、3大会ぶりの復活で、他の4競技は初めての採用となる。
- 5日 - 【総合】（現地時間）2016年リオデジャネイロオリンピックがこの日行われた女子サッカー予選リーグ・ブラジルVS中国を皮切りに全競技がスタート[162]。

### 9月
- 2日 - 【ゴルフ】 女子プロゴルフ『ゴルフ5レディス』初日で、表純子が前人未踏の200試合連続出場を達成[163]。→5月29日の出来事も参照
- 14日 - 【柔道】 全日本柔道連盟は2020年東京オリンピックへ向け、新しく金野潤（日本大学柔道部男子監督）を強化委員長に、増地克之（筑波大学柔道部総監督）を女子代表監督にそれぞれ起用し、井上康生男子代表監督を留任させる強化スタッフ人事を決定し、発表した[164]。
- 18日 - 【公営競技・競馬】 武豊がJRA所属馬に騎乗して史上初となる通算4000勝[注釈 7] を達成[165]。
- 22日 - 【バスケットボール】 新リーグ・ジャパン・プロフェッショナル・バスケットボールリーグ（B.LEAGUE）の開幕戦、アルバルク東京対琉球ゴールデンキングスが、国立代々木競技場第一体育館で行われ、A東京が琉球を80-75で下して勝利[166][167]。
- 25日
  - 【ゴルフ】 女子プロゴルフ『MMT杯ダンロップ女子オープン』で、李知姫（ 韓国）が申智愛（ 韓国）とのプレーオフで勝利し賞金1260万円を獲得。不動裕理、横峯さくらに続き史上3人目、また日本国外出身の選手として初の生涯獲得賞金10億円を突破した[168]。
  - 【総合】 ベトナム・ダナンで開かれたアジアオリンピック評議会（OCA）総会で、以下のことが決められた。
    - 2026年の夏季大会を愛知県と名古屋市の共催により行う。一時地元負担金の分担を巡り名古屋市が共催提案から外れる事態もあった[169]。
    - 2018年のジャカルタ夏季大会ではサーフィンを行わないことが明らかに。開催地域で適切な競技会場を確保できなかったため[170]。
    - 翌年2月北海道で行われる冬季大会に、 オーストラリアなどオセアニア地域の代表をゲスト参加させる暫定方針を決めた。最終判断は大会組織委員会が行う[171]。

### 10月
- 2日 - 【ゴルフ】 第49回日本女子オープンゴルフ最終日で、高校3年生の畑岡奈紗が通算4アンダーで初優勝を飾る[172]。日本女子ツアーの公式戦でアマチュアが優勝したのは史上初めて[172]。また畑岡は1989年のJLPGAレディーボーデンカップでの平瀬真由美の当時20歳27日を上回る17歳263日のメジャー史上最年少優勝記録を更新した[173]。
- 9日
  - 【ゴルフ】 男子プロゴルフ『本間ツアーワールド杯』（石岡ゴルフ倶楽部）最終日は、池田勇太と宋永漢（英語版）（ソン・ヨンハン、 韓国）が通算14アンダーで並んだため、両者によるプレーオフが行われたが、4ホールを終了した段階で日没を迎えたことから競技委員の裁定によりサスペンデッドとなり、翌10日に再開することになった。日本のプロゴルフトーナメントでプレーオフが日没サスペンデッドとなり、翌日に持ち越されたのは現行のツアー制度が施行されてから初のケースとなった[174]。そして翌日10日は18番ホールのみを使用してのプレーオフが再開され、通算9ホール目に池田がバーディーを奪って優勝を飾った[175]/[176]。なお再開日の10日は開催コースが通常営業をしていたため、一般のギャラリーは入場できない「無観客試合」として行われた[177]。
  - 【卓球】 2016年卓球ワールドカップ女子シングルス決勝にて、平野美宇が鄭怡静（ チャイニーズタイペイ）に4-0で勝利し、日本選手として大会初優勝かつ大会史上最年少優勝を果たした[178]。
- 10日 - 【ゴルフ】 第49回日本女子オープンゴルフで優勝した畑岡奈紗が東京都内で記者会見を行い、日本女子プロゴルフ協会（LPGA）に「単年競技者登録」を申請し承認され、2017年10月3日までのツアープロ資格を取得したことを受けて正式にプロゴルファーに転向したことを表明した[179]。17歳271日の畑岡は、宮里藍が2003年にプロ入りした当時の18歳110日を更新するLPGA史上最年少プロ競技者となった[179]。
- 15日
  - 【陸上競技】 第93回箱根駅伝予選会で、中央大学が日本大学に44秒及ばず11位となり、1925年（大正14年）以来88大会ぶりの予選敗退となった[180]。
- 18日 - 【ゴルフ】 米国シニアのチャンピオンズツアーは、2017年9月8日から3日間、千葉県・成田ゴルフ倶楽部を舞台に「JAL選手権」を開催すると発表。チャンピオンズツアーが日本でトーナメントを開催するのは初めてとなる[181]。
- 19日 - 【体操】 国際体操連盟は東京都内で第81次総会を開催し、現会長のブルーノ・グランディの任期切れに伴う新会長選出選挙を実施し、現在日本体操協会専務理事を務める渡邊守成を新会長に選出した[182][183]。なお渡辺新会長の任期は2017年1月1日から4年間となる[182]。
- 26日 - 【自動車】 世界耐久選手権（WEC）に参戦しているアウディが、今季限りで同選手権を撤退すると表明。今後は電気自動車レースである『フォーミュラE』へ参戦する[184]。
- 29日
  - 【ゴルフ】 男子プロゴルフ『マイナビABC選手権』3日目で、最終組で回った片山晋呉が2番で、小田龍一が9番で、さらに趙炳旻（ 韓国）が11番でいずれもトリプルボギーを叩く珍事があった[185]。
- 30日
  - 【ゴルフ】  中国・上海で行われた世界ゴルフ選手権シリーズの『WGC HSBCチャンピオンズ』で松山英樹が通算23アンダーで2位に7打差を付けて圧勝。日本人選手が同シリーズを制覇したのは史上初めてとなった[186]。
  - 【陸上競技】 『第34回全日本大学女子駅伝対校選手権大会』で松山大学が本州外の大学として初の優勝を飾り、立命館大学の6連覇を阻んだ[187]。

### 11月
- 5日 - 【バドミントン】バドミントン日本リーグ1部から改称したバドミントンS/Jリーグの最初のシーズンが開幕[188]。
- 6日 - 【陸上競技】 『秩父宮賜杯 第48回全日本大学駅伝対校選手権大会』で青山学院大学が最終8区で早稲田大学を逆転し初優勝[189]。
- 12日 - 【ゴルフ】 女子プロゴルフ『伊藤園レディス』（パー72）で、初日1オーバー、73でホールアウトした上原彩子が、ローカルルールをよく確認せずに勘違いしたままプレーし続けたため、女子プロゴルフ史上最悪となる68罰打[注釈 8] を課され、史上ワーストとなる141ストロークを記録。上原は2日目に4アンダーの68をマークしたものの、これも史上ワーストとなる209ストローク、65オーバーで予選落ちした[190][191]。
- 15日 - 【大相撲】 横綱・白鵬翔が東前頭・魁聖一郎を上手投げで下し、1047勝の元大関・魁皇（現・浅香山親方）、1045勝の元横綱・千代の富士に続く史上3人目の通算1000勝を大相撲史上最速となる16年目、31歳で達成[192][193]。
- 18日〜20日 - 【ゴルフ】 女子プロゴルフ『大王製紙エリエールレディス』2日目で、2013年の賞金女王である森田理香子がカットラインに2打及ばず通算1アンダーの60位タイで予選落ち。森田は今季18試合で予選落ちするなど不調で、7年間守ってきた賞金シード権を手放すと共に史上5人目となる賞金女王経験者がシードを喪失する屈辱となった[194]。大会はテレサ・ルー（ チャイニーズタイペイ）が通算24アンダーで4日間競技における最多アンダーパー新記録をマークして優勝。また最終戦の『LPGAツアーチャンピオンシップ』を残してイ・ボミ（ 韓国）の2年連続賞金女王が確定した[195]。
- 27日
  - 【体操】 ロンドン、リオデジャネイロ2大会連続でオリンピック体操競技個人総合優勝など数々の実績を持つ、体操選手の内村航平が、11月限りで所属先のコナミスポーツを退職し、日本初のプロフェッショナル体操選手として活動を開始することを正式に発表した[196]。
  - 【陸上競技・駅伝】 宮城県で行われた『第36回全日本実業団対抗女子駅伝競走大会』の1区から2区へのタスキ渡しの際、3位で中継所にやってきた豊田自動織機が規定のタスキ渡し範囲を50センチオーバーランして失格になるハプニングがあった[197][198]。

### 12月
- 2日 - 【自動車】 本年のF1世界選手権で初の年間王者に輝いたばかりのニコ・ロズベルグ（ ドイツ、メルセデス）が自身のフェイスブックで電撃引退を発表。理由として目標としていた年間王者獲得を達成できたことを挙げている[199]。
- 6日 - 【ゴルフ】 日本プロゴルフ協会は、2013年に暴力団幹部とゴルフをするなど協会の倫理規定違反により退会処分を受けた元副会長の前田新作の再入会を認めないことを理事会で決定した[200]。
- 9日
  - 【プロボクシング】 プロボクシング世界三階級制覇王者（現：WBC世界スーパーバンタム級王者）の長谷川穂積（真正）が神戸市内で記者会見を開き、「9月16日の世界タイトル戦（三階級制覇達成の試合）を最後にしたい」として現役を引退することを表明した[201]。
  - 【柔道】 国際柔道連盟は、技の判定基準を『一本』、『技あり』の二つのみとし、また『有効』並びに『技あり』の合わせ二本による一本勝ちを廃止するなど、一本勝ちを狙う攻撃的試合を促すことを図るほか、更に男子の試合時間を1分短縮し、男女共に試合時間を4分間とする2017年からのルール改正を決定し、公式発表した。新ルールは2020年東京オリンピックまでの適用となる[202]。
  - 【陸上競技】 日本陸上競技連盟は、2016年度の『アスレティック・アワード』表彰選手を発表。アスリート・オブ・ザ・イヤー（最優秀選手）にはリオデジャネイロオリンピック男子4×100mリレーで2位（銀メダル）を獲得した日本チーム（山縣亮太、飯塚翔太、桐生祥秀、ケンブリッジ飛鳥）を、特別賞として2016年の名古屋ウィメンズマラソンを最後に現役を引退した野口みずきとリオデジャネイロパラリンピック陸上日本代表（男子走幅跳2位）の山本篤をそれぞれ選出した。尚、受賞者の表彰式は12月19日に開催された[203]。
- 11日 - 【スキージャンプ】 ロシアで行われたワールドカップ個人第4戦で、高梨沙羅が2回目に最長不倒を記録して優勝。高梨はマッチ・ニッカネン（ フィンランド）を抜いて単独2位となる通算47勝目を達成した[204]。
- 15日 - 【柔道】 全日本柔道連盟が、2018年4月以降の高校生以下の全柔連主催大会での入れ墨をした選手の出場禁止を決定。今年入れ墨をした中学生が出場してから対応を検討してきた[205]。
- 16日 - 【ゴルフ】 日本ゴルフツアー機構は、2014年3月に制定した「複数年シード保持選手に対する年間5試合の出場義務試合制度」を撤廃すると発表。撤廃について副会長の大西久光は「日本国外での活躍を目指す選手の障害となっていた」と説明した[206]。→6月27日の出来事も参照
- 18日 - 【サッカー】FIFAクラブワールドカップ2016の決勝で、欧州代表のレアル・マドリードが開催国代表の鹿島アントラーズを延長戦の末に4-2で下し、2年ぶり2回目の優勝が決定[207]。
- 21日
  - 【スケート】 日本スケート連盟は、12月22日から25日に開催された第85回全日本フィギュアスケート選手権大会に出場予定だった羽生結弦（全日本空輸）が、流行性感冒に罹患したため出場を取り消したことを発表[208]。
  - 【スケート】 第84回全日本スピードスケート選手権大会で、髙木美帆（日本体育大学）が女子500m・1000m・3000m・5000mの全種目で1位となり、総合得点162.431点を獲得して大会新記録で初の総合優勝を果たした[209]。
- 28日 - 【テニス】 かつてWTA世界ランキング1位に輝いたこともあるアナ・イバノビッチ（ セルビア）が自身のフェイスブックで「相次ぐケガの影響により高い水準でプレーすることができなくなった」として引退を表明[210]。

## アメリカンフットボール

### NFL
- AFCチャンピオンシップゲーム（1月25日、スポーツオーソリティ・フィールド・アット・マイル・ハイ）[211]
  - デンバー・ブロンコス 20-18 ニューイングランド・ペイトリオッツ
- NFCチャンピオンシップゲーム（1月25日、バンク・オブ・アメリカ・スタジアム）[212]
  - カロライナ・パンサーズ 49-15 アリゾナ・カージナルス
- 第50回スーパーボウル（2月7日、カリフォルニア州サンタクララ・リーバイス・スタジアム）
  - デンバー・ブロンコス（AFC西地区、17年ぶり3回目） 24-10 カロライナ・パンサーズ（NFC南地区）[213]

### 日本の大会
- 第69回ライスボウル（1月3日、東京都文京区・東京ドーム）
  - パナソニック インパルス（社会人代表、8年ぶり4度目） 22-19 立命館大学パンサーズ（学生代表）[214]
- 第30回ジャパンエックスボウル（12月12日、東京ドーム）
  - 富士通フロンティアーズ（2年ぶり2度目） 16-3 オービックシーガルズ[215]
- 第71回毎日甲子園ボウル（12月18日、兵庫県西宮市・阪神甲子園球場）
  - 関西学院大学ファイターズ（関西学生代表、2年ぶり28度目） 31-14 早稲田大学ビッグベアーズ（関東学生代表）[216]

## オートレース
SG・特別GIの優勝者についてのみまとめるものとする。
- SG第29回全日本選抜オートレース（2月10日〜14日、飯塚オートレース場）優勝:中村雅人[217]
- GI第24回プレミアムカップオートレース（3月17日〜21日、船橋オートレース場）優勝:永井大介[218]
- SG第35回オールスターオートレース（4月27日〜5月1日、飯塚オートレース場）優勝:青山周平[219]
- SG第20回オートレースグランプリ（8月10日〜14日、伊勢崎オートレース場）優勝:中村雅人[220]
- GI第25回プレミアムカップオートレース（9月15日〜19日、飯塚オートレース場）優勝:吉原恭佑[221]
- SG第30回全日本選抜オートレース（10月6日〜10日、川口オートレース場）優勝:鈴木圭一郎[222]
- SG第48回日本選手権オートレース（11月2日〜6日、浜松オートレース場）優勝:鈴木圭一郎[223]
- SG第31回スーパースター王座決定戦（12月27日〜31日、川口オートレース場）優勝：鈴木圭一郎[224]

## カーリング

### 日本国内
- 第33回日本カーリング選手権大会（2月6日〜13日、 日本 青森県青森市 みちぎんドリームスタジアム）
  - 男子決勝: SC軽井沢クラブ 6-3 チーム東京[225]
  - 女子決勝: LS北見 9-5 富士急行

## 競艇
SG・プレミアムGI・レディースオールスター競走・レディースチャレンジカップ競走の優勝者についてのみまとめるものとする。
| グレード | 競走名                                                       | 開催競艇場            | 期間            | 優勝者                                              |
| -------- | ------------------------------------------------------------ | --------------------- | --------------- | --------------------------------------------------- |
| SG       | 第51回総理大臣杯競走（ボートレースクラシック）               | 平和島                | 3月16日 - 21日  | 坪井康晴（静岡）                                    |
| GI       | 第17回競艇名人戦競走（マスターズチャンピオン）               | びわ湖                | 4月12日 - 17日  | 田頭実（福岡）                                      |
| SG       | 第43回笹川賞競走（ボートレースオールスター）                 | 尼崎                  | 5月24日 - 29日  | 平本真之（愛知）                                    |
| SG       | 第26回グランドチャンピオン決定戦競走（グランドチャンピオン） | 蒲郡 （ナイター競走） | 6月21日 - 26日  | 山崎智也（群馬）                                    |
| SG       | 第21回オーシャンカップ競走                                   | 鳴門                  | 7月13日 - 18日  | 石野貴之（大阪）                                    |
| GI       | 第30回女子王座決定戦競走（レディースチャンピオン）           | 津                    | 8月2日 - 7日    | 海野ゆかり（広島）                                  |
| SG       | 第62回モーターボート記念競走（ボートレースメモリアル）       | 桐生 （ナイター競走） | 8月23日 - 28日  | 菊地孝平（静岡）                                    |
| GI       | 第3回ヤングダービー競走                                      | 常滑                  | 9月20日 - 25日  | 松田大志郎（福岡）                                  |
| SG       | 第63回全日本選手権競走（ボートレースダービー）               | 福岡                  | 10月25日 - 30日 | 瓜生正義（福岡）                                    |
| GII      | 第3回レディースチャレンジカップ競走                          | 大村                  | 11月22日 - 27日 | 遠藤エミ（滋賀）                                    |
| SG       | 第19回チャレンジカップ競走                                   | 大村                  | 11月22日 - 27日 | 石野貴之（大阪）                                    |
| SG       | 第31回賞金王決定戦競走（ボートレースグランプリ）             | 住之江                | 12月20日 - 25日 | シリーズ 今垣光太郎（石川） 決定戦 瓜生正義（福岡） |
| GI       | 第5回賞金女王決定戦競走（クイーンズクライマックス）          | 平和島                | 12月28日 - 31日 | 松本晶恵（群馬）                                    |

## 競馬

### UAE・アラブ首長国連邦
- ドバイワールドカップデー（3月26日、ドバイ・メイダン競馬場）[240]
  - ドバイゴールドカップ 優勝：ヴァジラバド、騎手：クリストフ・スミヨン
  - UAEダービー 優勝：ラニ、騎手：武豊
  - アルクオーツスプリント 優勝：バッファリング、騎手：ダミアン・ブラウン
  - ドバイターフ 優勝：リアルスティール、騎手：ライアン・ムーア
  - ドバイシーマクラシック 優勝：ポストポンド、騎手：アンドレア・アッゼニ
  - ドバイワールドカップ 優勝：カリフォルニアクローム、騎手：ビクター・エスピノーザ

### 香港
- クイーンエリザベス2世カップ（4月24日、沙田競馬場）[241]
  - 優勝：ウェルテル[注釈 9] 、騎手：ヒュー・ボウマン
- 第16回チャンピオンズマイル（5月1日、沙田競馬場）[243]
  - 優勝：モーリス、騎手：ジョアン・モレイラ
- ロンジン香港国際競走（12月11日、沙田競馬場）
  - 香港ヴァーズ 優勝：サトノクラウン、騎手：ジョアン・モレイラ[244]
  - 香港スプリント 優勝：エアロヴェロシティ、騎手：ザカリー・パートン[245]
  - 香港マイル 優勝：ビューティーオンリー、　騎手：ザカリー・パートン[246]
  - 香港カップ 優勝：モーリス、騎手：ライアン・ムーア[247]

### アメリカ合衆国
- 第142回ケンタッキーダービー（5月7日、チャーチルダウンズ競馬場）[248]
  - 優勝：ナイキスト、騎手：マリオ・グティエレス

### フランス
- 第95回凱旋門賞（10月2日、シャンティイ競馬場[注釈 10]）
  - 優勝：ファウンド、騎手：ライアン・ムーア[249]

## ゴルフ

### 米国PGAツアー
- マスターズ・トーナメント（4月7日 - 10日、ジョージア州オーガスタ・オーガスタ・ナショナルGC/7435Yards, Par72）
  - 優勝：ダニー・ウィレット（ イングランド） -5（283）※メジャー初制覇[250]
    - 日本人で唯一出場した松山英樹はEVEN（288）で7位タイ。来季大会出場権獲得[251]
- 第116回全米オープンゴルフ（6月16日 - 19日、ペンシルベニア州オークモント・オークモントCC/7219Yards, Par70）
  - 優勝：ダスティン・ジョンソン（ アメリカ合衆国） -4（276）※メジャー初制覇
    - 日本勢最高は宮里優作の+7（287）で23位タイ[252]
- 第145回全英オープン（7月14日 - 17日、 スコットランド・ロイヤルトゥルーンGC/7190Yards, Par71）
  - 優勝：ヘンリク・ステンソン（ スウェーデン） -20（264） ※大会最多アンダーパー・大会最少ストロークを更新してメジャー初制覇[253]
    - 日本勢最高は池田勇太の+13（297）で72位タイ[253]
- 第98回全米プロゴルフ選手権（7月28日 - 31日、ニュージャージー州スプリングフィールド・バルタスロールGC/7428Yards, Par70）
  - 優勝：ジミー・ウォーカー（ アメリカ合衆国） -14（266） ※メジャー初制覇
    - 日本勢最高は松山英樹の-9（271）で4位タイ[254]

### 米国LPGAツアー
- ANAインスピレーション（3月31日 - 4月3日、カリフォルニア州ランチョミラージュ・ミッションヒルズCC/6615Yards, Par72）
  - 優勝：リディア・コ（ ニュージーランド） -12（276）※本大会初優勝（メジャー2勝目）
    - 日本勢最高は宮里藍の-5（283）で18位タイ[255]
- 全米女子プロゴルフ選手権（6月9日 - 12日、ワシントン州サマミシュ・サハリーCC/6624Yards, Par71）
  - 優勝：ブルック・ヘンダーソン（英語版）（ カナダ） -6（278）※リディア・コとのプレーオフを制してメジャー初制覇
    - 日本勢最高は宮里藍の+8（292）で39位タイ[256]
- 第71回全米女子オープン（7月7日 - 10日、カリフォルニア州サンマーティン・コーデバルGC/6752Yards, Par72）
  - 優勝：ブリタニー・ラング（英語版）（ アメリカ合衆国） -6（282）※アンナ・ノードクイスト（英語版）（ スウェーデン）とのプレーオフを制してメジャー初制覇[257]
    - 日本勢最高は野村敏京の-1（287）で11位タイ[258]
- 全英リコー女子オープン（7月28日 - 31日、 イングランド・ウォーバーンGC/6348Yards, Par72）
  - 優勝：アリヤ・ジュタヌガーン（ タイ） -16（272） ※メジャー初制覇
    - 日本勢最高は野村敏京の-5（283）で17位タイ[259]
- エビアン選手権（9月15日 - 18日、 フランス・エビアンリゾートGC/6482Yards, Par71）
  - 優勝：田仁智（ 韓国） -21（263）※男女を通じてメジャー最少スコアを記録して本大会初優勝（メジャー2勝目）
    - 日本勢最高は野村敏京の-9（275）で8位タイ[260]

### 日本ゴルフツアー機構（JGTO）
- 賞金王
  - 池田勇太（ 日本） 2億790万1567円（初）[261]
- 第17回日本ゴルフツアー選手権（6月2日 - 5日、茨城県笠間市・宍戸ヒルズCC西コース/7384Yards, Par71）
  - 優勝：塚田陽亮（ 日本） -2（282）※日本男子ツアー初制覇がメジャー大会の快挙[262]
- 第84回日本プロゴルフ選手権大会（7月7日 - 10日、北海道勇払郡安平町・北海道クラシックGC/7094Yards, Par72）
  - 優勝：谷原秀人（ 日本） -22（266）※武藤俊憲（ 日本）とのプレーオフを制して日本男子メジャー初制覇[263]
- 第81回日本オープンゴルフ選手権競技（10月13日 - 16日、埼玉県入間市・狭山ゴルフ・クラブ/7208Yards, Par70）
  - 優勝：松山英樹（ 日本） -5（275）※日本男子メジャー初制覇[264]
- 第53回ゴルフ日本シリーズ（12月1日〜4日、東京都稲城市・東京よみうりCC/7023Yards, Par70）
  - 優勝：朴相賢（英語版）（パク・サンヒョン、 韓国） -13（267）※日本男子ツアー初制覇がメジャー大会の快挙
    - 日本勢最高は池田勇太と小平智の-12（268）で2位タイ[261]

### 日本女子プロゴルフ協会（JLPGA）
- 賞金女王
  - イ・ボミ（ 韓国） 1億7586万9764円（2年連続2回目）[265]
- 第44回ワールドレディスチャンピオンシップ（5月5日 - 8日、茨城県つくばみらい市・茨城GC東コース/6605Yards, Par72）
  - 優勝：レクシー・トンプソン（ アメリカ合衆国） -13（275） ※日本女子ツアー初制覇がメジャー大会の快挙
    - 日本勢最高は渡邉彩香の-11（277）で2位[266]
- 第49回日本女子プロゴルフ選手権大会（9月8日 - 11日、北海道登別市・登別CC/6750Yards, Par72）
  - 優勝：鈴木愛（ 日本） +1（289）※本大会2年ぶり2度目の制覇（メジャー2勝目）[267]
- 第49回日本女子オープンゴルフ選手権競技（9月29日 - 10月2日、栃木県那須烏山市・烏山城CC二の丸・三の丸コース/6506Yards, Par71）
  - 優勝：畑岡奈紗（ 日本・アマチュア） -4（280） ※日本女子ツアー初制覇がメジャー大会の快挙[173]
- 第38回LPGAツアーチャンピオンシップ（11月24日 - 27日、宮崎県宮崎市・宮崎CC/6448Yards, Par72）
  - 優勝：キム・ハヌル（ 韓国） -9（279）※日本女子メジャー初制覇
    - 日本勢最高は成田美寿々の-8（280）で2位[268]

## 柔道
- 第31回 皇后盃全日本女子柔道選手権大会（4月20日、横浜文化体育館）
- 優勝: 山部佳苗（ミキハウス）（2年ぶり3回目）[269]
- 全日本柔道選手権大会（4月29日、日本武道館）
優勝: 王子谷剛志（旭化成）（2年ぶり2回目）[270]

## 体操
- 第70回全日本体操競技個人総合選手権大会（4月1日〜3日、代々木第一体育館）
男子個人総合優勝: 内村航平（コナミ）91.300（9年連続9回目）[271]
女子個人総合優勝: 村上茉愛（日体大）57.400（初）
- 第55回NHK杯体操選手権（5月4日〜5日、代々木第一体育館）
男子個人総合優勝:内村航平（コナミ）93.350（184.650）（内は全日本選手権の持ち点を入れた点数）（8年連続8回目）[272]
女子個人総合優勝: 寺本明日香（中京大／レジックスポーツ）57.750（115.050）（内は全日本選手権の持ち点を入れた点数）（3年ぶり2回目）[273]

## 卓球
- 全日本卓球選手権大会（1月11日 - 17日、東京体育館）
  - 男子シングルス優勝: 水谷隼（ビーコン・ラボ）（3年連続8回目）[274]
  - 女子シングルス優勝: 石川佳純（全農）（3年連続4回目）[275]
  - 男子ダブルス優勝: 水谷隼（ビーコン・ラボ）&吉田雅巳（愛知工業大学）（初優勝）[276]
  - 女子ダブルス優勝: 天野優&中島未早希（サンリツ）（初優勝）[277]
  - 混合ダブルス優勝: 田添健汰（専修大学）&前田美優（日本生命）（3年ぶり2度目）[278]
- 第53回世界卓球選手権団体戦（2月28日 - 3月6日、 マレーシア・クアラルンプール）

## テニス

### グランドスラム
- 全豪オープン（1月18日 - 31日）
  - 男子シングルス優勝：ノバク・ジョコビッチ（ セルビア）（2年連続6回目）[279]
  - 女子シングルス優勝：アンゲリク・ケルバー（ ドイツ）（初優勝）[280]
  - 男子ダブルス優勝：ジェイミー・マリー（ イギリス）＆ブルーノ・ソアレス組（ ブラジル）（初優勝）[281]
  - 女子ダブルス優勝：マルチナ・ヒンギス（ スイス）&サニア・ミルザ組（ インド）（初優勝）[282]
  - 混合ダブルス優勝：ブルーノ・ソアレス（ ブラジル）&エレナ・ベスニナ（ ロシア）（初優勝）[283]
- 全仏オープン（5月22日 - 6月5日）
  - 男子シングルス優勝：：ノバク・ジョコビッチ（ セルビア）（初優勝）[284]
  - 女子シングルス優勝：ガルビネ・ムグルサ（ スペイン）（初優勝）[285]
  - 男子ダブルス優勝：フェリシアーノ・ロペス＆マルク・ロペス組（ スペイン）（初優勝）[286]
  - 女子ダブルス優勝：キャロリン・ガルシア&クリスティナ・ムラデノビッチ組（ フランス）（初優勝）[287]
  - 混合ダブルス優勝：リーンダー・パエス（ インド）&マルチナ・ヒンギス（ スイス）（初優勝）[288]
- ウインブルドン選手権（6月27日 - 7月10日）
  - 男子シングルス優勝：アンディ・マリー（ イギリス）（3年ぶり2回目）[289]
  - 女子シングルス優勝：セリーナ・ウィリアムズ（ アメリカ合衆国）（2年連続7回目）[290]
  - 男子ダブルス優勝：ピエール＝ユーグ・エルベール&ニコラ・マユ組（ フランス）（初優勝）[291]
  - 女子ダブルス優勝：ビーナス・ウィリアムズ&セリーナ・ウィリアムズ組（ アメリカ合衆国）（4年ぶり6回目）[292]
  - 混合ダブルス優勝：ヘンリ・コンティネン（ フィンランド）&　ヘザー・ワトソン（ イギリス）（初優勝）[293]
- 全米オープン（8月29日 - 9月11日）
  - 男子シングルス優勝：スタン・ワウリンカ（ スイス）（初優勝）[294]
  - 女子シングルス優勝：アンゲリク・ケルバー（ ドイツ）（初優勝）[295]
  - 男子ダブルス優勝：ジェイミー・マリー（ イギリス）&ブルーノ・ソアレス組（ ブラジル）（初優勝）[296]
  - 女子ダブルス優勝：ベサニー・マテック＝サンズ（ アメリカ合衆国&ルーシー・サファロバ（ チェコ）組（初優勝）[297]
  - 混合ダブルス優勝：マテ・パビッチ（ クロアチア）&ラウラ・シグムント（ ドイツ）（初優勝）[298]

## ボクシング

### 日本のジム所属選手の世界戦
| 開催日   | 会場                                                 | タイトル種別                             | 対戦者                             | 結果                 | 対戦者                                                   |
| -------- | ---------------------------------------------------- | ---------------------------------------- | ---------------------------------- | -------------------- | -------------------------------------------------------- |
| 3月3日   | タイ・ナコーンラーチャシーマー県                     | WBC世界ミニマム級 タイトルマッチ         | 大平剛 （7位/花形）                | ★5回2分0秒TKO☆       | ワンヒン・ミナヨーティン （王者/ タイ）                  |
| 3月4日   | 京都府京都市北区 京都府立体育館                      | WBC世界バンタム級 タイトルマッチ         | 山中慎介 （王者/帝拳）             | ☆判定3－0★           | リボリオ・ソリス （3位/ ベネズエラ）                     |
| 3月4日   | 京都府京都市北区 京都府立体育館                      | WBC世界ライトフライ級 タイトルマッチ     | 木村悠 （王者／帝拳）              | ★判定0－2☆           | ガニガン・ロペス （6位/ メキシコ）                       |
| 4月27日  | 東京都大田区 大田区総合体育館                        | WBA世界スーパーフェザー級 王座統一戦     | 内山高志 （スーパー王者/ワタナベ） | ★2回2分59秒KO☆       | ジェスレル・コラレス （暫定王者／ パナマ）               |
| 4月27日  | 東京都大田区 大田区総合体育館                        | WBA世界ライトフライ級 タイトルマッチ     | 田口良一 （王者/ワタナベ）         | ☆判定3－0★           | ファン・ランダエタ （7位/ ベネズエラ）                   |
| 4月27日  | 東京都大田区 大田区総合体育館                        | WBA世界スーパーフライ級 タイトルマッチ   | 河野公平 （王者/ワタナベ）         | ☆11回終了TKO★        | インタノン・シッチャムアン （7位/ タイ）                 |
| 5月8日   | 東京都江東区 有明コロシアム                          | WBO世界スーパーフライ級 タイトルマッチ   | 井上尚弥 （王者/大橋）             | ☆判定3－0★           | デビッド・カルモナ （1位／ メキシコ）                    |
| 5月8日   | 東京都江東区 有明コロシアム                          | IBF世界ライトフライ級 タイトルマッチ     | 八重樫東 （王者/大橋）             | ☆判定2－1★           | マルティン・テクアペトラ （11位/ メキシコ）              |
| 7月20日  | 大阪府大阪市浪速区 大阪府立体育会館                  | WBA世界フライ級 タイトルマッチ           | 井岡一翔 （王者／井岡）            | ☆11回1分11秒KO★      | キービン・ララ （7位／ ニカラグア）                      |
| 7月20日  | 大阪府大阪市浪速区 大阪府立体育会館                  | IBF世界スーパーバンタム級 王座決定戦     | 和気慎吾 （1位/古口）              | ★11回TKO☆            | ジョナサン・グスマン （2位/ ドミニカ共和国）             |
| 8月20日  | 兵庫県三田市 駒ケ谷運動公園体育館                    | WBO世界ミニマム級 王座決定戦             | 加納陸 （1位/大成）                | ★6回0分58秒負傷判定☆ | 高山勝成 （2位王者/仲里）                                |
| 8月31日  | 東京都大田区 大田区総合体育館                        | WBA世界ライトフライ級 タイトルマッチ     | 田口良一 （王者/ワタナベ）         | ☆判定3－0★           | 宮崎亮 （1位／井岡）                                     |
| 8月31日  | 東京都大田区 大田区総合体育館                        | WBA世界スーパーフライ級 タイトルマッチ   | 河野公平 （王者/ワタナベ）         | ★判定0－3☆           | ルイス・コンセプシオン （1位/ パナマ）                   |
| 9月4日   | 神奈川県座間市 スカイアリーナ座間                    | WBO世界スーパーフライ級 タイトルマッチ   | 井上尚弥 （王者/大橋）             | ☆10回3分3秒KO★       | ペッバーンボーン・ゴーキャットジム （3位/ タイ）         |
| 9月9日   | ロシア・モスクワ                                     | IBF世界スーパーライト級 タイトルマッチ   | 小原佳太 （1位/三迫）              | ★2回1分35秒TKO☆      | エドゥアルド・トロヤノフスキー （王者/ ロシア）          |
| 9月16日  | 大阪府大阪市浪速区 大阪府立体育会館                  | WBC世界スーパーバンタム級 タイトルマッチ | 長谷川穂積 （5位／真正）           | ☆9回終了TKO★         | ウーゴ・ルイス （王者/ メキシコ）                        |
| 9月16日  | 大阪府大阪市浪速区 大阪府立体育会館                  | WBC世界バンタム級 タイトルマッチ         | 山中慎介 （王者/帝拳）             | ☆7回1分9秒KO★        | アンセルモ・モレノ （1位/ パナマ）                       |
| 11月5日  | アメリカ合衆国・ラスベガス トーマス&マック・センター | WBO世界フェザー級タイトルマッチ          | 大沢宏晋 （2位/ロマンサジャパン）  | ★7回1分50秒TKO☆      | オスカル・バルデス （王者/ メキシコ）                    |
| 12月4日  | タイ・ナコーンラーチャシーマー県                     | WBA世界ミニマム級 タイトルマッチ         | 小野心 （14位/ワタナベ）           | ★判定0－3☆           | ノックアウト・CPフレッシュマート （王者/ タイ）          |
| 12月30日 | 東京都江東区 有明コロシアム                          | WBO世界スーパーフライ級 タイトルマッチ   | 井上尚弥 （王者/大橋）             | ☆6回1分1秒TKO★       | 河野公平 （10位/ワタナベ）                               |
| 12月30日 | 東京都江東区 有明コロシアム                          | IBF世界ライトフライ級 タイトルマッチ     | 八重樫東 （王者/大橋）             | ☆12回2分13秒TKO★     | サマートレック・ゴーキャットジム （ミニマム級8位/ タイ） |
| 12月31日 | 東京都大田区 大田区総合体育館                        | WBA世界ライトフライ級 タイトルマッチ     | 田口良一 （王者/ワタナベ）         | 判定1－1             | カルロス・カニサレス （3位/ ベネズエラ）                 |
| 12月31日 | 東京都大田区 大田区総合体育館                        | WBA世界スーパーフェザー級 タイトルマッチ | 内山高志 （2位/ワタナベ）          | ★判定1－2☆           | ジェスレル・コラレス （スーパー王者/ パナマ）            |
| 12月31日 | 岐阜県岐阜市 岐阜メモリアルセンター                  | WBO世界ライトフライ級 王座決定戦         | 田中恒成 （2位/畑中）              | ☆5回1分52秒TKO★      | モイセス・フェンテス （1位/ メキシコ）                   |
| 12月31日 | 京都府京都市北区 京都府立体育館                      | IBF世界スーパーバンタム級 タイトルマッチ | 小國以載 （5位/角海老宝石）        | ☆判定3－0★           | ジョナサン・グスマン （王者/ ドミニカ共和国）            |
| 12月31日 | 京都府京都市北区 京都府立体育館                      | WBA世界フライ級 王座統一戦               | 井岡一翔 （正規王者/井岡）         | ☆7回2分51秒TKO★      | スタンプ・キャットニワット （暫定王者/ タイ）            |

## モータースポーツ

### FIA F1世界選手権シリーズ
- ドライバーズ・チャンピオン：ニコ・ロズベルグ（ ドイツ、メルセデスAMG F1、初）[325]
- コンストラクターズ・チャンピオン：メルセデスAMG F1（3年連続3度目）[326]
- 日本グランプリ（10月7日 - 9日、三重県鈴鹿市・鈴鹿サーキット/決勝5.807 km×53周）
  - 優勝：ニコ・ロズベルグ（ ドイツ、メルセデスAMG F1） 1時間26分43秒333（初優勝）[327]

### FIA 世界耐久選手権シリーズ（WEC）
- 第84回ル・マン24時間耐久自動車レース決勝（6月18日・19日、  フランス・ル・マン市・サルト・サーキット/1周13.629 km）[328]
  - 総合優勝・LMP1クラス優勝：ポルシェ・919ハイブリッド2号車 384周
  - LMP2クラス優勝：アルピーヌA460・ニッサン36号車 357周
  - LM-GTEプロクラス優勝：フォードGT68号車 340周
  - LM-GTEアマクラス優勝：フェラーリ458イタリア62号車 331周

## ラグビー

### 第53回日本選手権
- 第53回日本ラグビーフットボール選手権大会・決勝（1月31日、東京都港区・秩父宮ラグビー場）
  - パナソニック ワイルドナイツ（2年ぶり5度目） 49-15 帝京大学[329]

### ジャパンラグビートップリーグ
- プレーオフ（LIXIL CUP）決勝（1月24日、秩父宮ラグビー場）
  - パナソニック ワイルドナイツ（3年連続4度目） 27-26 東芝ブレイブルーパス[330]
- トップリーグ入替戦（1月30日）[331]
  - 熊谷ラグビー場
    - NECグリーンロケッツ（トップリーグ15位） 17-3 三菱重工相模原ダイナボアーズ（トップチャレンジ1・2位）
    - リコーブラックラムズ（トップリーグ13位） 76-0 大阪府警察（トップチャレンジ1・4位）

  - レベルファイブスタジアム
    - NTTドコモレッドハリケーンズ（トップリーグ16位） 15-19 宗像サニックスブルース（トップチャレンジ1・1位）
    - コカ・コーラレッドスパークス（トップリーグ14位） 14-14 九州電力キューデンヴォルテクス（トップチャレンジ1・3位）

  - 上記の結果により、サニックスが2季ぶりにトップリーグに昇格した一方でNTTドコモは下部リーグに降格した。

### 日本の学生ラグビー
- 第52回全国大学ラグビーフットボール選手権大会・決勝（1月10日、秩父宮ラグビー場）
  - 帝京大学（7年連続7度目） 27-17 東海大学[332]
- 第95回全国高等学校ラグビーフットボール大会・決勝（1月11日、大阪府東大阪市・東大阪市花園ラグビー場）
  - 東海大学付属仰星高等学校（大阪第1地区代表、2年ぶり4度目） 37-31 桐蔭学園高等学校（神奈川県代表）[333]

## 陸上競技

### マラソン

#### 総合
- 東京マラソン2016（2月28日、東京都新宿区・東京都庁前スタート/東京都江東区・東京ビッグサイトゴール）
  - 男子の部優勝：フェイサ・リレサ（ エチオピア） 2時間06分56秒（初優勝）
  - 日本人最高：高宮祐樹（ヤクルト） 2時間10分57秒（8位）[334]
  - 女子の部優勝：ヘラー・キプロプ（ ケニア） 2時間21分27秒（大会新記録・初優勝）[335]
  - 日本人最高：奥野有紀子（資生堂） 2時間31分17秒（10位）[335]

#### 男子
- 第65回別府大分毎日マラソン（2月7日、大分県大分市・大分マリーンパレス水族館（うみたまご）前スタート/大分市営陸上競技場ゴール）
  - 優勝：メラク・アベラ（ エチオピア/黒崎播磨） 2時間09分27秒（初優勝）
  - 日本人最高：石田和也（西鉄） 2時間12分25秒（4位）[336]
- 第71回びわ湖毎日マラソン（3月6日、滋賀県大津市・皇子山陸上競技場発着）
  - 優勝：ルーカス・キメリ・ロティチ（ ケニア） 2時間09分11秒（初優勝）
  - 日本人最高：北島寿典（安川電機） 2時間09分16秒（2位）[337]
- 第70回福岡国際マラソン（12月4日、福岡県福岡市中央区・平和台陸上競技場発着）
  - 優勝：イエマネ・ツェガエ（ エチオピア） 2時間08分48秒（初優勝）
  - 日本人最高：川内優輝（埼玉県庁） 2時間09分11秒（3位）[338]

#### 女子
- 第35回大阪国際女子マラソン（1月31日、大阪府大阪市東住吉区・ヤンマースタジアム長居発着）
  - 優勝：福士加代子（ワコール） 2時間22分17秒（2013年大会以来3年ぶり2度目）[12][注釈 11][339]
- 名古屋ウィメンズマラソン2016（3月13日、愛知県名古屋市東区・ナゴヤドーム前スタート/ナゴヤドーム内ゴール）
  - 優勝：ユニスジェプキルイ・キルワ（ バーレーン） 2時間22分40秒（大会連覇）
  - 日本人最高：田中智美（第一生命） 2時間23分19秒（2位）[340]
- 第2回さいたま国際マラソン（11月13日、埼玉県さいたま市中央区・さいたまスーパーアリーナ前発着）
  - 優勝：チェイエチ・ダニエル（ ケニア） 2時間23分18秒（初優勝）
  - 日本人最高：那須川瑞穂（ユニバーサルエンターテインメント） 2時間33分16秒（5位）[341]

### 駅伝

#### 男女同日開催
- 男子第67回・女子第28回全国高等学校駅伝競走大会（12月25日、京都府京都市右京区・西京極陸上競技場発着/男子7区間・42.195 km/女子5区間・21.0975 km）
  - 男子優勝：倉敷高等学校（岡山県） 2時間02分34秒（初優勝）[342]
  - 女子優勝：大阪薫英女学院高等学校（大阪府） 1時間07分24秒（2年ぶり2回目）[343]

#### 男子
- 第60回全日本実業団対抗駅伝競走大会（1月1日、群馬県前橋市・群馬県庁前発着/7区間・100.0 km）
  - 優勝：トヨタ自動車（中部地区・愛知県） 4時間52分15秒（2年連続3度目）[344]
- 第92回東京箱根間往復大学駅伝競走 （1月2日・3日、東京都千代田区・読売新聞東京本社前⇔神奈川県足柄下郡箱根町・芦ノ湖往復/往路5区間・107.5 km/復路5区間・109.6 km）
  - 総合優勝：青山学院大学 10時間53分25秒（2年連続2度目）[345]
  - 往路優勝：青山学院大学 5時間25分55秒（2年連続2度目）[345]
  - 復路優勝：青山学院大学 5時間27分30秒（2年連続2度目）[345]
- 第21回天皇盃全国都道府県対抗男子駅伝競走大会（1月24日、広島県広島市中区・広島平和記念公園前発着/7区間・48.0 km）
  - 優勝：愛知県 2時間20分12秒（15年ぶり2度目）[346]
- 第28回出雲全日本大学選抜駅伝競走（10月10日、島根県出雲市・出雲大社前スタート/出雲ドーム前ゴール/6区間・45.1 km）
  - 優勝：青山学院大学 2時間10分09秒（2年連続3度目）[347]
- 第48回全日本大学駅伝対校選手権大会（11月6日、愛知県名古屋市熱田区・熱田神宮西門前スタート/三重県伊勢市・伊勢神宮内宮宇治橋前ゴール/8区間・106.8 km）
  - 優勝：青山学院大学 5時間15分15秒（初優勝）[348]

#### 女子
- 第34回皇后盃全国都道府県対抗女子駅伝競走大会（1月17日、西京極陸上競技場発着/9区間・42.195 km）
  - 優勝：愛知県 2時間16分02秒（初優勝）[349]
- 第34回全日本大学女子駅伝対校選手権大会（10月30日、宮城県仙台市宮城野区・仙台市陸上競技場スタート/仙台市青葉区・仙台市役所前市民広場ゴール/6区間・38.0 km）
  - 優勝：松山大学 2時間03分56秒（初優勝）[350]
- 第36回全日本実業団対抗女子駅伝競走大会（11月27日、宮城県宮城郡松島町・松島町文化観光交流館前スタート/仙台市陸上競技場ゴール/6区間・42.195 km）
  - 優勝：JP日本郵政グループ（東京都） 2時間15分08秒（初優勝）[351]
- 第11回全日本大学女子選抜駅伝競走大会（12月30日、静岡県富士宮市・富士山本宮浅間大社前スタート/富士市・富士総合運動公園陸上競技場ゴール/7区間・43.8 km）
  - 優勝：立命館大学 2時間25分43秒（4年連続10度目）[352]

## 死去

### 1月 - 3月
- 1月2日 - 東田正義（奈良県、野球（元西鉄・日本ハム・阪神外野手）、* 1945年）[353]
- 1月4日 - 矢形勝洋（三重県、野球（元阪急投手・二軍マネージャー・球団常務、オリックス球団本部長）、* 1934年）[354]
- 1月7日
  - 安達智次郎（兵庫県、野球（元阪神投手）、* 1974年）[355]
  - 前田祐吉（高知県、野球（投手、元慶應義塾大学野球部監督）、* 1930年）[356]
- 1月8日 - 村上（旧姓宮川）孝雄（福岡県、野球（元広島外野手・スカウト・スカウト部長）、* 1936年）[357]
- 1月10日（死亡報道） - マリア・テレーザ・デ・フィリッピス（イタリア、モータースポーツ（女性史上初のF1ドライバー）、* 1926年）[358]
- 1月23日 - ウォルター・ウィリアムス（アメリカ合衆国、野球（外野手、元ホワイトソックス・ヤンキース・日本ハムなど）、* 1943年）[359]
- 2月4日（死亡確認） - デーブ・ミラ（英語版）（アメリカ合衆国、自転車BMX競技（Xゲームズで14個の金メダルを獲得）、* 1974年）[360]
- 2月18日 - 小林宏（長野県、カーリング（チーム富士急ゼネラルマネージャー兼ヘッドコーチ）、* 1947年）[361]。
- 2月26日 - 白鳥伸雄（千葉県、競輪（元競輪選手、競輪評論家）、* 1928年）[362]
- 2月27日 - 西田善夫（東京都、スポーツアナリスト、元NHKスポーツアナウンサー・横浜国際総合競技場場長、* 1936年）[363]
- 3月3日
  - ロード・ブレアース（イングランド、プロレス、初代PWF会長、* 1923年）[364]
  - ハヤブサ（江崎英治）（熊本県、プロレス（元FMW・全日本プロレス所属）、* 1968年）[365]
- 3月4日 - バド・コリンズ（アメリカ合衆国、テニス（テニスジャーナリスト・テニス中継解説者。1994年に国際テニス殿堂入り）、* 1929年）[366]
- 3月13日 - 達摩省一（石川県、野球（元関西大学野球部監督、高校野球審判・解説者）、* 1936年）[367]
- 3月24日 - ヨハン・クライフ（オランダ、サッカー（元オランダ代表、FCバルセロナ監督。選手時代にバロンドールを三度獲得）、* 1947年）[368]
- 3月26日 - イゴール・パシケビッチ（ロシア、フィギュアスケート（1994年リレハンメル五輪・1998年長野五輪代表。コーチとして村主章枝などを指導）、* 1971年）[369]
- 3月31日 - ザハ・ハディッド（イラク、建築家（国立競技場の旧計画案のデザインを担当）、* 1950年）[370]

### 4月 - 6月
- 4月3日 - 盧珍圭（ノ・ジンギュ、韓国、ショートトラックスピードスケート（2011年世界選手権総合優勝、1500m・3000m世界記録保持者）、* 1992年）[371][372]
- 4月6日 - 大沢知宏（埼玉県、陸上競技・男子短距離（1988年ソウル五輪代表、早稲田大学コーチ）、* 1968年）[373]
- 4月9日（死亡報道） - 片山義美（兵庫県、モータースポーツ（レーシングカードライバー、レーシングカーチューナー〔ル・マン24時間レースにも参戦経験あり〕）、* 1940年）[374]
- 4月23日 - 山本功児（大阪府、野球（内外野手、元巨人・ロッテ選手、ロッテ二軍監督・一軍打撃コーチ・一軍監督。横浜DeNA内野手・山本武白志の実父）、* 1951年）[375]
- 5月9日 - 秋本祐作（神奈川県、野球・ゴルフ（元阪急・広島・巨人投手。野球選手引退後にプロゴルファーに転向）、* 1935年）[376]
- 5月13日 - 工藤幹夫（秋田県、野球（元日本ハム投手。1982年に20勝を挙げ最多勝利投手に）、* 1960年）[377]
- 5月21日 - 今坂勝広（静岡県、競艇、* 1976年）[378]
- 5月25日 - 佐藤竜弥（北海道、バスケットボール（元U-18日本代表）、* 1977年）[379]
- 5月30日 - 後藤次男（熊本県、野球（元阪神内外野手・一軍コーチ・一軍監督。1951年に最多安打のタイトルを獲得）、* 1924年）[380]
- 6月3日 - モハメド・アリ（アメリカ合衆国、ボクシング（元ヘビー級世界王者。1976年にアントニオ猪木と異種格闘技戦を行ったことでも知られる）、* 1942年）[381]
- 6月15日 - ジプシー・ジョー（プエルトリコ、プロレス（国際プロレスの参戦常連選手）、* 1933年）[382]
- 6月15日 - 牛若丸原田（東京都、ボクシング（第21代日本バンタム級王者）、* 1947年）[383]
- 6月30日 - 川上林成（高知県、ボクシング（第3代東洋スーパーウェルター級王者）、* 1939年）[383]

### 7月 - 9月
- 7月21日 - ジョハナ・マイナ（ケニア、陸上競技（富士通陸上競技部所属。仙台国際ハーフマラソン三回優勝）、* 1990年）[384]
- 7月24日 - 田中章博（兵庫県、競馬（日本中央競馬会調教師・元調教助手）、* 1953年）[385]
- 7月31日 - 千代の富士貢（北海道、大相撲（元横綱、日本相撲協会事業部長。1989年に国民栄誉賞受賞）、* 1955年）[386]
- 8月3日 - クリス・エイモン（ニュージーランド、モータースポーツ（F1・スポーツカーレース、1966年ル・マン24時間勝者）、* 1943年）[387]
- 8月12日 - 武邦彦（京都府、競馬（競馬評論家、元日本中央競馬会騎手・調教師。日本中央競馬会騎手武豊・武幸四郎兄弟の実父）、* 1938年）[388]
- 8月14日 - 豊田泰光（茨城県、野球（元西鉄・国鉄内野手、西鉄選手兼任助監督、近鉄コーチ。1953年新人王・1958年首位打者・2006年野球殿堂入り）、* 1935年）[389]
- 8月30日 - ベラ・チャスラフスカ（チェコ、体操競技（1964年東京五輪金メダリスト、元国際オリンピック委員会委員）、* 1942年）[390]
- 9月7日 - 船山浩志（東京都、バレーボール（日本女子代表元監督、ヤシカバレーボール部初代監督）、* 1935年）[391]
- 9月12日 - 関岡康雄（福岡県、陸上競技（日本学生陸上競技連合会長・筑波大学名誉教授）、* 1935年）[392]
- 9月17日 - 山本一義（広島県、野球（元広島外野手・コーチ、ロッテ監督、南海コーチ）、* 1938年）[393]
- 9月25日
  - アーノルド・パーマー（アメリカ合衆国、ゴルフ（メジャー7勝を含むPGAツアー歴代5位の通算62勝をマーク）、* 1929年）[394]
  - ホセ・フェルナンデス（キューバ、野球（マイアミ・マーリンズ投手）、* 1992年）[395]
- 9月28日 - 近藤良太（愛知県、競輪、* 1988年）[396]

### 10月 - 12月
- 10月1日 - 鈴木慶太（東京都、オートレース（川口所属・元船橋。1994年にG1の黒潮杯を制覇）、* 1967年）[397][398]
- 10月6日 - 冨好和幸（兵庫県、ボートレース（通算1021勝、元日本ボートレース選手会兵庫支部長）、* 1958年）[399]
- 10月20日 - 平尾誠二（京都府、ラグビー（元日本代表・日本代表監督、2019年W杯日本大会組織委員会事務総長特別補佐、神戸製鋼ラグビー部元総監督・ゼネラルマネージャー）、* 1963年）[400]
- 10月23日 - 羽黒岩智一（宮崎県、大相撲（元小結、1969年の春場所での横綱大鵬連勝ストップの際の「世紀の誤審」で物議を醸す）、* 1946年）[401]
- 10月30日 - 浅井敬由（三重県、野球（外野手、京都翔英高等学校野球部監督）、* 1960年）[402][403]
- 11月9日 - 石黒修（長崎県、テニス（戦後初のプロテニスプレーヤー、初代日本プロテニス協会理事長。俳優・石黒賢の実父）、* 1936年）[404]
- 11月18日 - 木本三次（大阪府、ゴルフ（プロゴルファー、日本プロゴルフ協会相談役・元副会長）、* 1928年）[405]
- 11月19日 - 山本理（栃木県、野球（元作新学院高等学校野球部監督・部長。元巨人・江川卓を指導したことで知られる）、* 1933年）[406]
- 11月20日 - 島田伸也（高知県、野球（元西鉄内野手）、競輪（26期）、*1945年）[407]
- 11月23日 - ラルフ・ブランカ（英語版）（アメリカ合衆国、野球（投手、ドジャース・タイガース・ヤンキース）、* 1926年）[408]
- 11月24日 - デービッド・フェリス（英語版）（アメリカ合衆国、野球（元ボストンレッドソックス投手・デルタ州立大学（英語版）野球部監督）、* 1921年）[409]
- 11月28日 - 永源遥（石川県、大相撲・プロレス（立浪部屋の力士からプロレスに転向。東京プロレス・新日本プロレス・プロレスリング・ノアなどに所属）、* 1946年）[410]
- 12月4日 - 荒川博（東京都、野球（元毎日(現・ロッテ)外野手、ヤクルト監督・コーチ、巨人コーチ。王貞治の一本足打法の生みの親として知られる）、* 1930年）[411]
- 12月11日 - 加藤初（静岡県、野球（元西鉄・巨人投手、巨人・西武・韓国プロ野球・SKワイバーンズコーチ。鉄仮面の異名を持つ）、* 1949年）[412]
- 12月14日 - ギャレット・ゴメス（アメリカ合衆国、競馬（元騎手。ワールドスーパージョッキーズシリーズ（WSJS）のため日本でも騎乗した経験あり）、* 1972年）[413]
- 12月15日 - ハーレー斉藤（静岡県、女子プロレス（元ジャパン女子プロレス・LLPW-X所属）、* 1967年）[414]
- 12月18日 - 磯辺（現姓丸山）サタ（千葉県、バレーボール（1964年東京五輪代表。「東洋の魔女」最年少レギュラー選手）、* 1943年）[415]